# Bogumiłka
Bogumiłka – struga w Polsce, jest lewym dopływem Pisy; ciekiem IV rzędu. Całkowita zlewnia zajmuje powierzchnię 24,6 km², a jej długość wynosi 5,2 km. Źródła Bogumiłki znajdują się w okolicach wsi Bogumiły. Rzeka uchodzi do Pisy na 64,2 km jej biegu.
W zestawieniu GUS Obiekty fizjograficzne w uwagach zapisano: wg KNMiOF - rów; wg MP – rzeka.